# Іслаз (комуна)
Іслаз (рум. Islaz) — комуна у повіті Телеорман в Румунії. До складу комуни входять такі села (дані про населення за 2002 рік):
- Іслаз (5079 осіб) — адміністративний центр комуни
- Молдовень (1124 особи)

Комуна розташована на відстані 133 км на південний захід від Бухареста, 53 км на південний захід від Александрії, 100 км на південний схід від Крайови.

## Населення
За даними перепису населення 2002 року у комуні проживали 6203 особи.
Національний склад населення комуни:
| Національність | Кількість осіб | Відсоток |
| -------------- | -------------- | -------- |
| румуни         | 6187           | 99,7%    |
| цигани         | 13             | 0,2%     |
| італійці       | 2              | < 0,1%   |
| угорці         | 1              | < 0,1%   |

Рідною мовою назвали:
| Мова       | Кількість осіб | Відсоток |
| ---------- | -------------- | -------- |
| румунська  | 6200           | > 99,9%  |
| італійська | 2              | < 0,1%   |
| угорська   | 1              | < 0,1%   |

Склад населення комуни за віросповіданням:
| Релігія       | Кількість осіб | Відсоток |
| ------------- | -------------- | -------- |
| православні   | 6188           | 99,8%    |
| п'ятдесятники | 5              | 0,1%     |
| римо-католики | 4              | 0,1%     |
| реформати     | 3              | < 0,1%   |
| адвентисти    | 3              | < 0,1%   |